# Resolució 2223 del Consell de Seguretat de les Nacions Unides
La Resolució 2223 del Consell de Seguretat de les Nacions Unides fou adoptada per unanimitat el 28 de maig de 2015. El Consell va ampliar el mandat de la Missió de les Nacions Unides al Sudan del Sud (UNMISS) durant mig any més, fins al 30 de novembre de 2015.

## Contingut
La crisi a Sudan del Sud continuava empitjorant, amb la població sent un objectiu tant per a les forces del govern com de l'oposició, que segons informes eren responsables de crims de guerra i crims contra la humanitat. Més de dos milions de persones havien fugit, i el país estava en una profunda crisi humanitària. També s'atacava als treballadors d'ajuda internacional i la UNMISS veia obstaculitzat el seu funcionament. El Consell de Seguretat va ampliar el mandat de la força de manteniment de la pau de la UNMISS fins al 30 de novembre de 2015. La seva missió principal era protegir la població.
L'Autoritat Intergovernamental pel Desenvolupament havia intentar iniciar un diàleg i vigilar l'alto el foc el gener de 2014. També es va negociar un govern de transició d'unitat nacional. La Unió Africana també va crear un comitè de líders estatals i governamentals per buscar una solució política presidit per l'ex president de Mali Alpha Oumar Konaré, qui va ser nomenat Alt Representant de la Unió Africana per Sudan del Sud a principis de juny de 2015.